# 羅斯堡 (印地安納州)
羅斯堡（英語：Rossburg）是位於美國印地安納州第開特縣的一個非建制地區。該地的面積和人口皆未知。

## 地理
羅斯堡的座標為39°19′33″N 85°19′34″W / 39.32583°N 85.32611°W，而該地的平均海拔高度為284米（即932英尺）。